# 외른셸스비크

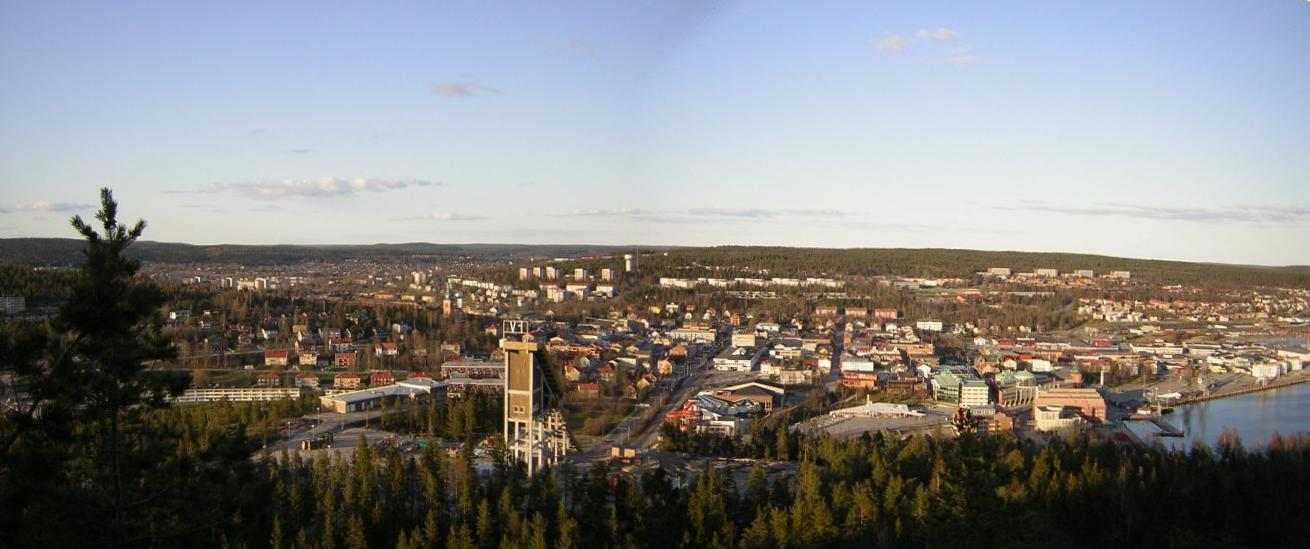
외른셸스비크 전경

외른셸스비크(스웨덴어: Örnsköldsvik)는 스웨덴 베스테르노를란드주에 위치한 도시로, 면적은 24.40km2, 인구는 28,991명(2010년 기준), 인구 밀도는 1,188명/km2이다.